# Югославська демократична партія
Югославська демократична партія (сербохорв. Jugoslavenska demokratska stranka), більш відома широкому загалу як просто  Демократична партія (сербохорв. Demokratska stranka) — політична партія, що діяла у Першій Югославії, в еміграції під час Другої світової війни і деякий час після встановлення комуністичного режиму Другої Югославії.
1921 року кола, пов'язані з Демократичною партією, заснували рух четників та близьку до нього терористичну Організацію югославських націоналістів (ОРЮНА), яка складалася переважно з етнічних хорватів.

## Історія
Заснована на «об'єднавчому зїзді» в Сараєві в травні 1919 р. шляхом злиття багатьох партій та груп із різних частин новоствореної держави — Королівства сербів, хорватів та словенців. Її програмовими засадами стали інтегральний югославізм, централізм і непримиренна боротьба проти «сепаратизму» (насамперед хорватського). Пізніше (з 1924 р.) партія значно пом'якшила свою діяльність, з'явилася готовність до компромісу з партіями федералістського блоку. В 1930-х роках, після встановлення диктатури 6 січня, партія відкинула ідеологію інтегрального югославізму.
Діяла в усіх частинах тодішньої Югославії. На парламентських виборах 1920 і 1923 рр. здобула значну кількість голосів і мандатів у Хорватії та Славонії (хоча її основна увага все ще приділялася Сербії).
1924 року ініціатор її заснування Светозар Прибичевич залишив партію і заснував Самостійну демократичну партію, яка на виборах 1925 і 1927 рр. перехопила у Демократичної партії голоси на території Хорватії, Славонії та Словенії. Таким чином, виборчі успіхи Демократичної партії обмежилися Сербією, Воєводиною та Чорногорією.
Після запровадження «диктатури 6 січня» партію в числі інших було офіційно заборонено. Поступово її діяльність відновилася. Вона схвально поставилася до співпраці з партіями федералістського блоку і на виборах 1935 і 1938 рр. виступала у складі Об'єднаної опозиції, керівником якої був Владко Мачек.
Під час Другої світової війни її представники працювали в еміграційному уряді в Лондоні. Після війни вони відновили свою діяльність у Другій Югославії, але комуністичний терор незабаром перешкодив їхній роботі, і партію було ліквідовано.
1990 року в Белграді було засновано Демократичну партію, яка представляє себе як відновлена колишня партія, а також посилається на ліберальні засади попередньої Демократичної партії, але з самого початку діє виключно в Сербії. 